# Карьера Сюзанны
Карьера Сюзанны (фр. La Carrière de Suzanne) — короткометражный фильм режиссёра Эрика Ромера, вышедший на экраны 27 февраля 1963.

## Сюжет
Второй фильм из цикла «Сказки с моралью», «Карьера Сюзанны», является своеобразным продолжением первой ленты этой серии, «Булочницы из Монсо», вышедшей в том же году.
В картине заняты, в основном, непрофессиональные актеры.
Рассказ ведется от первого лица, нарратором выступает студент Бертран. Действие разворачивается преимущественно в Латинском квартале, где живут герои. Студенты Гийом и Бертран знакомятся в кафе с Сюзанной, днем работающей в центре борьбы с туберкулезом, а по вечерам посещающей курсы переводчиков с итальянского в Сорбонне. Девушка становится любовницей циничного и склонного к садизму «донжуана с Буль'Миша» Гийома, который её постоянно унижает и вводит в значительные расходы.
Застенчивый Бертран, которому также нравится Сюзанна, хочет было вмешаться, но, видя, с какой покорностью девушка сносит пренебрежительное обращение, решает, что она сама виновата и другого не заслуживает. Контрастом с внешне довольно заурядной Сюзанной является другая знакомая студентов — Софи, которая, по-видимому, неравнодушна к Бертрану.
Сюзанна вынуждена бросить работу и остается без средств. Гийом, вытянувший из неё все деньги, также бросает надоевшую подругу. Бертран дает возможность Сюзанне, у которой нет денег на такси, переночевать в своем номере, после чего обнаруживает, что пропали 30 из 40 тыс. франков, спрятанные им между неразрезанными листами одной из книг. Поскольку до этого у него настойчиво просил в долг Гийом, а беспринципность приятеля Бертрану хорошо известна, он не может решить, кого подозревать.
В конце фильма Бертран, начавший встречаться с Софи, узнает, что дела Сюзанны налаживаются, и она собирается замуж за нового приятеля, богатого и красивого Франка. Бертрану приходит на ум, что он напрасно несколько месяцев жалел Сюзанну, которая в итоге преподала ему такой урок, но из-за общей неопределенности и недосказанности, характерной для Ромера, можно сделать вывод, что название фильма имеет иронический смысл, поскольку бросившая работу Сюзанна делает скорее сексуальную «карьеру».

## В ролях
- Кэтрин Се — Сюзанна
- Филипп Беузен — Бертран
- Кристиан Шарьер — Гийом
- Диана Уилкинсон — Софи
- Жан-Клод Бьетт — Жан-Луи
- Патрик Бошо — Франк

## Комментарии
1. ↑  По французской классификации — «среднеметражный» (Moyen métrage — Couston J. La Carrière de Suzanne (фр.). Télérama (9 мая 2009). Дата обращения: 19 марта 2016. Архивировано 23 октября 2014 года.)
2. ↑  Даже замечание, брошенное ей Гийомом в присутствии Бертрана: «Будь у меня хороший вкус, ты бы мне не нравилась» (Si j'avais bon goût, tu ne me plairais pas), которое обычно цитируют критики, не побуждает ее оставить этого негодяя